# Grodprinsen

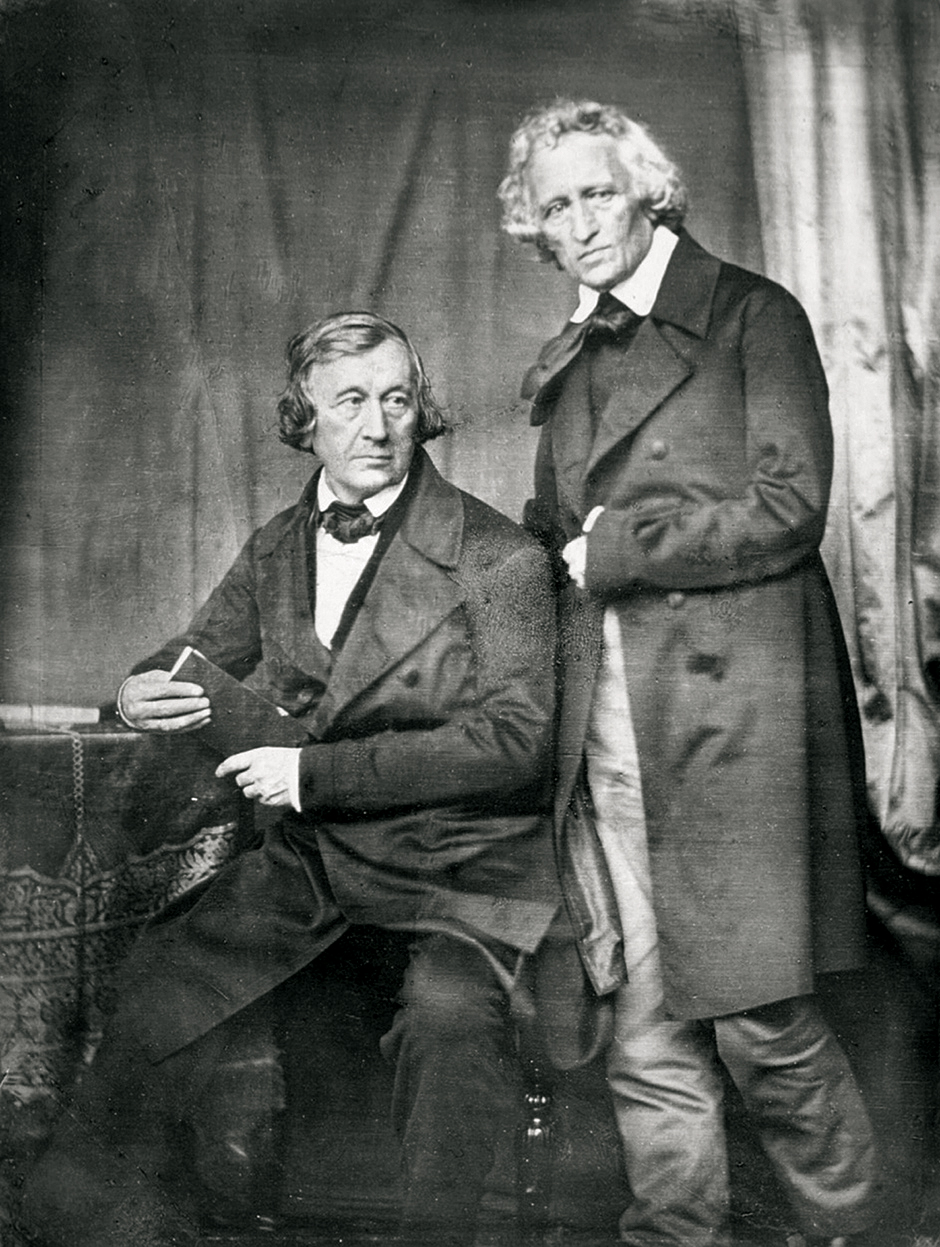
Bröderna Grimm, nedtecknare av folksagan.

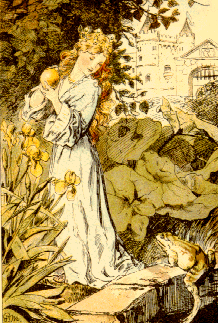
Bokillustration av Paul Friedrich Meyerheim.

Grodprinsen är en folksaga som bland annat Bröderna Grimm nedtecknat. Den ursprungliga sagan handlar om en prinsessa, som leker med sitt gyllene klot vid en brunn. Klotet faller i vattnet men en hjälpsam groda bringar det tillbaka. Som tack ska grodan få inträde i slottet. När grodan kräver att följa med till sängs får prinsessan nog och kastar den mot väggen.
Plötsligt förvandlas grodan till en prins som tar prinsessan till sin fru. Att grodor är förtrollade prinsar är vanligt i gamla sagor.
Den mer moderna och numera spridda versionen är dock istället att grodan är en prins som drabbats av en förbannelse och att det enda sättet att bryta förbannelsen är en kyss från en prinsessa - ibland även en vanlig kvinna.